# Astronomia estel·lar
S'anomena astronomia estel·lar l'estudi dels estels; la seva formació, evolució i final, així com les seves propietats i distribució.
Una eina fonamental en l'estudi dels estels és el diagrama de Hertzsprung-Russell.
L'estudi dels estels i de la seva evolució és imprescindible per a avançar en el nostre coneixement de l'univers, ja que constitueixen els mòduls bàsics que el componen. L'astronomia estel·lar s'ha determinat amb l'observació i la comprensió teòrica, i també amb simulacions numèriques de la composició interna dels estels.

## Naixement i vida d'una estel

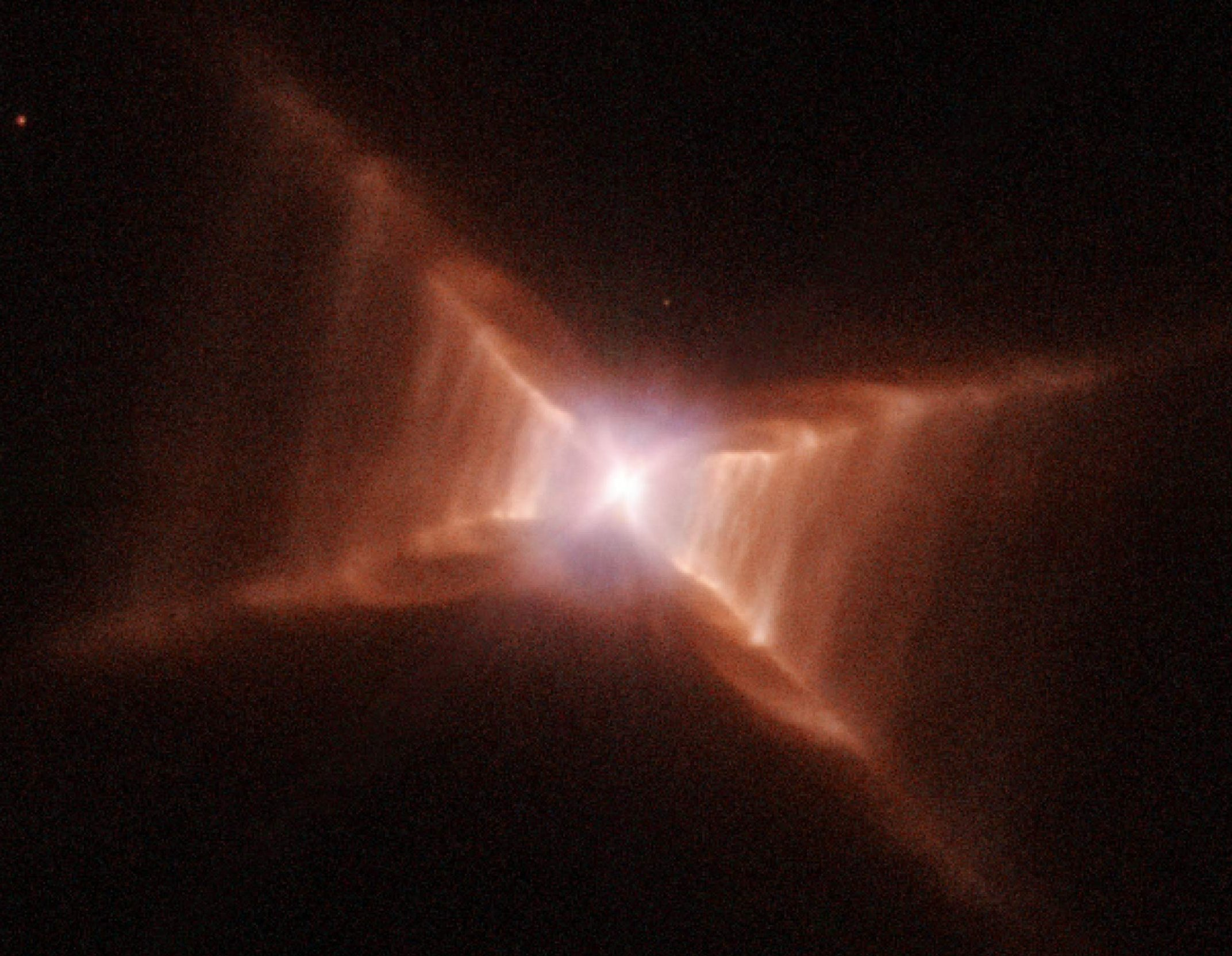
Nebulosa del Rectangle Vermell

La formació dels estels s'esdevé en regions denses de pols i gas molecular, conegudes com a nebuloses interestel·lars. La força gravitatòria acosta els àtoms d'hidrogen cap al centre de l'acumulació, fent-lo més i més dens. Arriba un punt en el qual les seves velocitats són tan grans que el protó d'un nucli d'hidrogen aconsegueix vèncer la repulsió elèctrica del nucli en què impacta, i s'hi fusiona, i amb d'altres més, fins a formar un nucli estable d'heli.
Un estel des del seu naixement té diferents fases d'evolució. En les primeres etapes com a embrió, és envoltada per les restes del núvol de gas des del qual es va formar. Aquest núvol de gas és gradualment dissipat per la radiació que emana de l'estel, i possiblement queden enrere un sistema d'objectes més petits com a planetes.
Passada l'etapa de la infància, un estel entra en la maduresa, que es caracteritza per un període llarg d'estabilitat, durant el qual, en el seu nucli, l'hidrogen es va convertint en heli, alliberant enormes quantitats d'energia. A aquesta etapa d'estabilitat de l'estel, se l'anomena seqüència principal.
Les característiques de l'estel resultant dependran de la magnitud de la seva massa. Com més massiva sigui l'estel, més gran serà la seva lluminositat i amb més gran velocitat exhaurirà l'hidrogen del seu nucli, cosa que la farà més lluminosa, més gran i més calenta. La ràpida fusió d'hidrogen en heli també implica un esgotament de les reserves del primer, més aviat en estels massius que en les de més petita mida. Per a un estel com el Sol, la seva permanència en la seqüència principal és d'uns 10 mil milions d'anys; un estel deu vegades més massiva serà 10.000 vegades més brillant però durarà en la seqüència principal solament uns 100 milions d'anys.
Quan tot l'hidrogen del nucli de l'estel s'hagi convertit en heli, aquesta començarà el seu desenvolupament. La fusió de l'heli requereix una gran temperatura en el nucli, per la qual cosa l'estel incrementarà tant la seva mida com la densitat del nucli.

## Evolució i mort d'un estel
No totes els estel evolucionen de la mateixa manera. La massa de l'estel és, també, determinant a l'hora de fer un estudi sobre les diferents fases que experimenta al llarg de la vida.

### Estels de massa petita
Aquest tipus d'estel tenen una vida llarga. El nostre coneixement sobre la seva evolució és mera teoria, ja que l'etapa en la seqüència principal té major durada que l'actual edat de l'univers. Els astrofísics consideren que haurien de tenir una evolució molt semblant a les estels de massa intermèdia, llevat que en la fase final l'estel es refredaria i es convertiria, passat d'un bilió d'anys, en una nana negra.

### Estels de massa intermèdia
El nostre Sol es troba dintre d'aquesta divisió. Són estels que durant la fase de la seqüència principal transmuten hidrogen en heli en el nucli central, però el primer, en milions d'anys, es va exhaurint fins a arribar a un instant en què les fusions són insuficients per a generar les pressions necessàries per equilibrar la gravetat. Així, el centre de l'estel es comença a contreure fins que arriba a una temperatura tan elevada que l'heli entra en fusió i es converteix en carboni. El romanent d'hidrogen s'allotja com una closca cremant-se i transmutant-se en heli i les capes exteriors de l'estel s'expandeixen. Aquesta expansió converteix l'estel en una gegant vermella més brillant i freda que en la seva etapa en la seqüència principal.

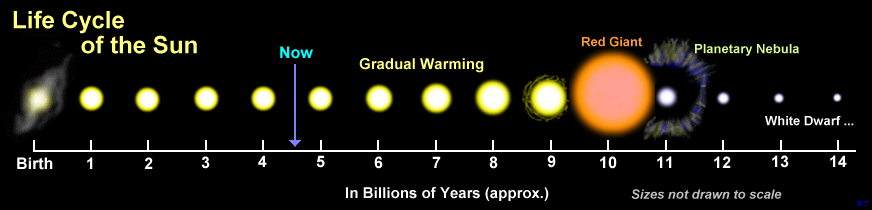
Cicle vital del Sol

Durant aquesta fase, un estel perd moltes de les seves capes exteriors, les quals són ejectades cap a l'espai per la radiació que emana. Eventualment, els estel més massives d'aquest tipus aconsegueixen encendre el carboni perquè es transmuti en elements més pesants, però el normal és que l'estel s'esfondri cap al seu interior a causa de la pressió de la gravetat i es transformi en una nana blanca.

### Estels de massa major i estels massives
Són estels de ràpida combustió. La curta extensió de les seves vides fa estranyes les grans estels, perquè solament aquelles formades en els últims 30 milions d'anys -i no totes- existeixen encara.
Al començament passen ràpidament per quasi les mateixes fases que un estel de massa intermèdia, però els estels massius tenen nuclis tan calents que transmuten hidrogen en heli de manera diferent, fent servir restes de carboni, nitrogen i oxigen. Tan bon punt l'estel hagi exhaurit l'hidrogen al nucli i allotjat el romanent d'aquest com a closques, entra en una fase que es coneix com de supergegant vermella. Quan els seus nuclis s'hagin convertit en heli, l'enorme gravetat dels estels permet continuar la fusió, convertint l'heli en carboni, el carboni en neó, el neó en oxigen, l'oxigen en silici, i finalment el silici en ferro. Arribat en aquest punt, com el ferro no es fusiona, el nucli de l'estel es col·lapsa, i en resulta una explosió de supernova.

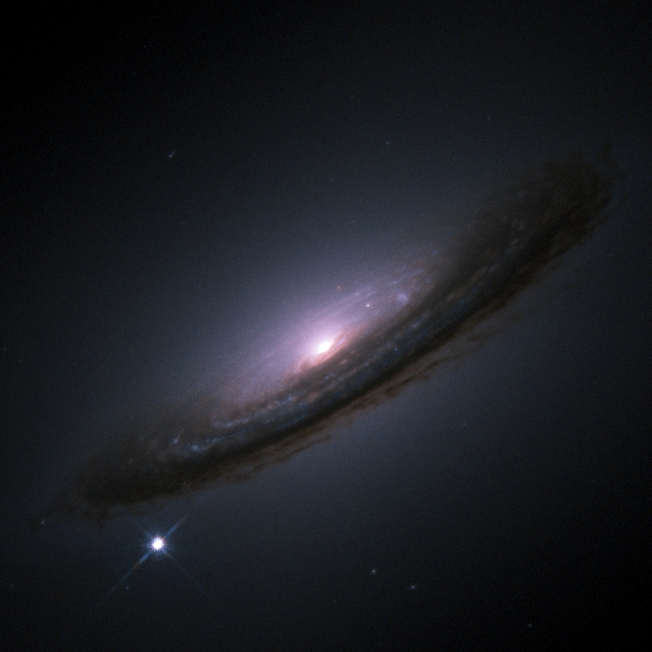
Imatge de l'Hubble de la supernova 1994D (SN1994D) a la galàxia NGC 4526

Es pensa que les restes d'una supernova són en general un estel de neutrons. Un púlsar en el centre de la nebulosa de Càncer avui s'identifica amb el nucli de la supernova de 1054. En el cas que la massa persistent de l'estel sigui de dos a tres vegades la del Sol, la contracció continuarà fins a formar un forat negre.
Les estels binaris poden seguir models d'evolució molt més complexos: podrien transferir part de la seva massa a la seva companya i generar una supernova.
Les nebuloses planetàries i les supernoves són molt necessàries per a la distribució de metalls a través de l'espai; sense aquestes, totes les nous estels –i els seus sistemes planetaris– estarien formats exclusivament d'hidrogen i heli.